# Leśniczówka Knieja
Leśniczówka Knieja – osada leśna w Polsce położona w województwie śląskim, w powiecie częstochowskim, w gminie Dąbrowa Zielona.
W latach 1975–1998 miejscowość należała administracyjnie do województwa częstochowskiego.